# Dietsland
Dietsland verwijst naar de Dietsche Gedachte of staatkundig streven, voor meer eenheid in de Nederlanden. Men onderscheidt:
- Irredentistisch, op cultuurhistorische redenen steunend, voorstel

Heel-Nederland voor een hereniging van de Nederlanden op cultuur-historische gronden; Staats Nederland, België en Luxemburg (de Benelux). In sommige varianten worden ook de Franse Nederlanden bij de fusie betrokken, en ook de aangrenzende delen van Duitsland (zoals Oost-Friesland en Rijnland).
- Op taal steunend voorstel

Groot-Nederland voor een hereniging op taalkundige grondslag; Nederland en Vlaanderen (soms met inbegrip van Frans-Vlaanderen).
Volgens Van Dale is Dietsland een synoniem voor Groot-Nederland, maar in de praktijk wordt de term voor beide voorstellen gebruikt.

## Woordverklaring Diets en Dietsland
De term Diets stamt af van het woord 'Þeudisk' (volk) en betekent in de Germaanse talen van het volk of volks.
Rond de 16e eeuw werd ze geschreven als Duytsch, en gebruikt om de middelnederlandse talen aan te geven. Het bekendste voorbeeld hiervan is in het Wilhelmus vastgelegd: Wilhelmus van Nassouwe ben ick, van Duytschen bloet.
In de eeuwen daarna is het woord twee kanten opgegaan: naar Nieuwnederlands enerzijds (Duytsch-Dietsch-Diets), en naar Hoogduits anderzijds (Duytsch-Duitsch-Duits).  Dit is te verklaren door eenzelfde woord van die tijd, 'edelluyden', dat na verloop van tijd ook veranderde in twee verschillende vormen: edellieden en edellui(den). Zo ook werklieden-werklui en kooplieden-kooplui. Nederlands en Duits worden soms ook Nederduits en Hoogduits genoemd.
Na de Duitse eenwording in 1871 koos de machtigste deelstaat Pruisen voor het gebruik van de term deutsch en zodoende voor Deutschland, dus 'land van het volk'. De Lage Landen namen een verbastering aan van de term voor de Nederlanden: Dietsland.
In het interbellum kwamen Grootneerlandistische gedachten op. Het ideaal om tot eenheid in de Lage Landen te komen werd in Nederland onder meer verwoord door de historicus Pieter Geyl en in Vlaanderen door nationaal-solidarist Joris van Severen; zij pleitten voor het herenigen van de Nederlandstalige (Dietse) gebieden van Europa. In de jaren 30 van de twintigste eeuw waren het voornamelijk fascistische en nationaalsocialistische partijen in België en Nederland (zoals VNV, NSB en Zwart Front) die deze ideeën uitdroegen. 
Er is echter een duidelijk verschil tussen Dietsland en Groot-Nederland. Waar het eerste slaat op de gedroomde hereniging van Nederland en Vlaanderen, wordt bij het tweede ook Wallonië, Brussel, Luxemburg en Frans-Vlaanderen gerekend. Deze discussie leidde dan ook tot veel interne problemen binnenin de toenmalige Vlaamse Beweging (Mouvement flamand). Dit werd echter relatief stilgehouden in het volgende decennium, aangezien de scheidslijnen tussen de idee van Dietsland en Groot-Nederland noch voor de bezetter noch voor de Vlaamse beweging een unaniem geaccepteerd concept was.
Tijdens de Duitse bezetting collaboreerden deze partijen met de bezetters, in de hoop dat de Duitsers een 'Dietsland' onder Duitse voogdij zouden toestaan. Maar daar kwam niets van; de nazi's hadden andere prioriteiten, en Hitler verbood persoonlijk alle propaganda die neigde naar eenheidsidealen in de Nederlanden. Ook de Nationaal-Solidaristen, verenigd in het Verdinaso kwamen niet ver en hun leider - Joris Van Severen - werd bij aanvang van de Tweede Wereldoorlog vermoord door Franse soldaten in Abbeville.
Na de bevrijding wist men niet wat men aan moest met een eenheidsstreven in de Nederlanden, o.a. wegens collaborateurs die haar aanhingen. Op economisch vlak is daarentegen wel naar eenheid gezocht, zie de Benelux. De term 'Dietsland', alsmede Heel-Nederland en Groot-Nederland ziet men nog wel opduiken in uiterst conservatieve en nationalistische kringen. De tractie dat het idee ooit had, is echter sterk verminderd en men moge dit niet even populair schatten als de ideeën rond de totale onafhankelijkheid of het onvermijdelijk, als troostprijs dienende, confederalisme, dat in verschillende gradaties door Vlaamse partijen worden aangehangen.
Tegenwoordig wordt de term Dietsland (naast de termen 'Heel- & Groot-Nederland') gebruikt om een staatkundige hereniging der lage landen aan te geven, in andere talen spreekt men af en toe van:
- Duits: Dietschland
- Engels: Dutchland
- Frans: Thiogne of Pays d'Thiois
- Fries: Dietsklân of Dytsklân (ook zonder t)
- Nedersaksisch: Dieslaand
- West-Fries: Dietskland